# Pauline Kergomard
Pauline Kergomard  (Burdeos, Francia, 24 de abril de 1838-Saint-Maurice, 13 de febrero de 1925) de soltera Marie Pauline Jeanne Reclus, fue una inspectora general de las escuelas de párvulos, de las cuales es la fundadora en Francia.

## Biografía
Kergomard, nació en una familia protestante, desde los 13 a 15 años de edad pasó con su tio Jacques Reclus, pastor del templo protestante de Orthez, y su tía Zéline Trigant-Marquey, que dirigía una escuela. 
Se convirtió en maestra a los 18 años.

### Instalación en París
En 1861 se trasladó a París y en 1863 se casó con Jules Duplessis-Kergomard, a quien conoció en los círculos republicanos. Dirigió una escuela privada y se convirtió en directora de L'Ami Defance, una revista para escuelas de primera infancia.

### Invención de la guardería
Inspirándose en Marie Pape-Carpantier, Pauline Kergomard dio origen a la transformación de las salas de asilo, esencialmente establecimientos sociales, en jardines de infancia, que constituyen la base del sistema escolar.  Introdujo el juego, al que consideró actividades educativas, artísticas y deportivas. Abogó por una iniciación a la lectura, escritura y aritmética antes de los cinco años. Sin embargo, se opuso a la tendencia que quiso hacer de estas escuelas lugares de instrucción por derecho propio, pretendiendo más bien favorecer el "desarrollo natural" de los niños.
Gracias al apoyo de Ferdinand Buisson, en 1879 se convirtió en delegada general para la inspección de las salas de asilo. En 1881, Jules Ferry, ministro de Instrucción Pública y Bellas Artes, la nombró Inspectora General de Escuelas Infantiles, cargo que ocupó hasta 1917. Kergomard hizo que los programas registren que el juego sea el primer trabajo de los niños pequeños y pidió muebles adaptados a su tamaño, antes de Maria Montessori.
Realizó una "actividad profesional de extraordinaria intensidad: inspecciones en toda Francia; conferencias; relaciones con autoridades públicas, regionales y nacionales; diversas iniciativas contra la miseria de los niños y el desarrollo de la mujer".
En 1887, creó la Unión Francesa para el Rescate de Niños, que ayuda a los niños y adolescentes que sufren.

## Honores

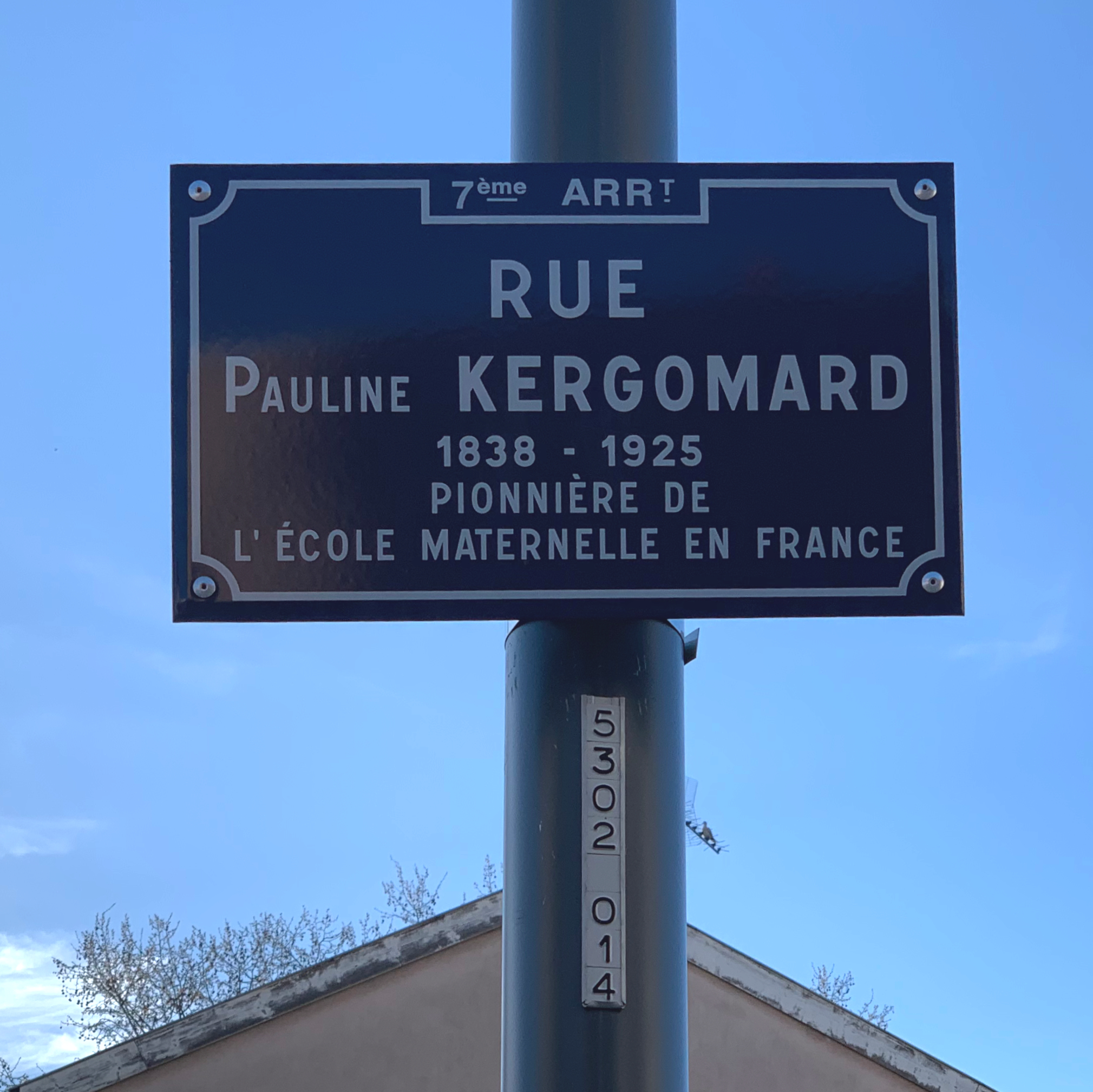
Placa para Pauline-Kergomard en Lyon.

En Francia, en 2015, 113 escuelas, incluidas las escuelas de párvulos, llevan el nombre de Pauline Kergomard.
Varias calles, en Burdeos, Lyon y Dijon, en Ducos (Martinica) y en Casablanca en Marruecos, llevan su nombre.

## Publicaciones
- Galerie enfantine des hommes illustres (1879) disponible en Gallica

- Les Biens de la terre, causeries enfantines (1879) disponible en Gallica
- L'Amiral Coligny (1881)
- Nouvelles enfantines (1881)
- Une brouille de peu de durée. Les Convives de Gabrielle. Fileuse et couseuse (1883)
- Histoire de France des petits enfants (1883)
- L'Éducation maternelle dans l'école
  - 1 partie (1886) disponible en Gallica
  - 2 partie (1895) disponible en Gallica
- Cinquante images expliquées (album pour les enfants, 1890) disponible en Gallica
- Heureuse rencontre (1895) disponible en Gallica
- Les Écoles maternelles, décrets, règlements et circulaires en vigueur (1905) disponible en Gallica
- Les Écoles maternelles de 1837 jusqu'en 1910, aperçu rapide (1910)
- (Co-auteure) L'Enfant de deux à six ans. Notes de pédagogie pratique, avec Henriette-Suzanne Brès